# Shire of Wagin
Shire of Wagin is een lokaal bestuursgebied (LGA) in de regio Wheatbelt in West-Australië. Shire of Wagin telde 1.761 inwoners in 2021. De hoofdplaats is Wagin.

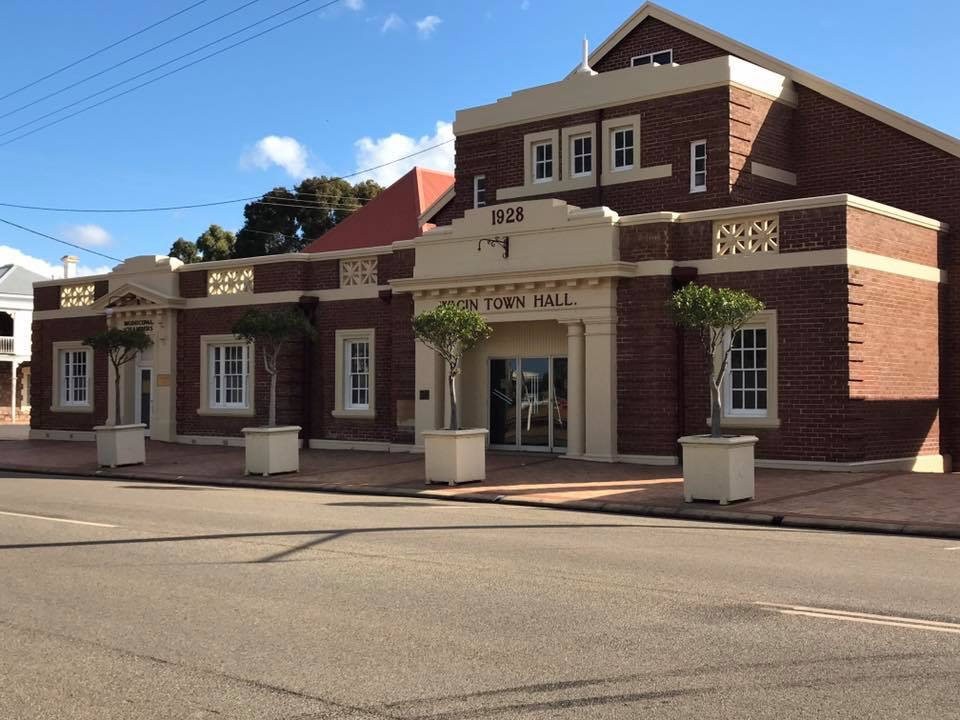
'Wagin Town Hall'

## Geschiedenis
Op 10 februari 1887 werd het 'Arthur Road District' opgericht. Het veranderde op 10 februari 1905 van naam en werd het 'Wagin Road District'. Op 27 juli 1906 werd Wagin van het district gescheiden en ondergebracht in de 'Municipality of Wagin'. Op 15 april 1961 werd de 'Municipality of Wagin' opgeheven en Wagin terug bij 'Wagin Road District' gevoegd. Ten gevolgde de 'Local Government Act' van 1960 veranderde het district van naam en werd op 1 juli 1961 de Shire of Wagin.

## Beschrijving
Shire of Wagin is een landbouwdistrict in de regio Wheatbelt. Het is 1.948 km² groot en ligt ongeveer 230 kilometer ten zuidoosten van de West-Australische hoofdstad Perth. Shire of Wagin telde 1.761 inwoners in 2021. De hoofdplaats is Wagin. Daar zijn de kantoren van het districtsbestuur, een bibliotheek, twee gemeenschapszalen, een districtsschool, een ziekenhuis, een startbaan, een zwembad, enkele kerken en verscheidene andere sportfaciliteiten gevestigd.

## Plaatsen, dorpen en lokaliteiten
- Wagin
- Ballaying
- Cancanning
- Collanilling
- Jaloran
- Piesseville
- Wedgecarrup

## Bevolkingsevolutie
| Jaar | Bevolkingsaantal |
| ---- | ---------------- |
| 1911 | 2.006            |
| 1921 | 2.323            |
| 1933 | 2.363            |
| 1947 | 1.734            |
| 1954 | 2.559            |
| 1961 | 2.627            |
| 1966 | 2.774            |
| 1971 | 2.427            |
| 1976 | 2.456            |
| 1981 | 2.397            |
| 1986 | 2.226            |
| 1991 | 1.932            |
| 1996 | 1.862            |
| 2001 | 1.725            |
| 2006 | 1.846            |
| 2011 | 1.847            |
| 2016 | 1.852            |
| 2021 | 1.761            |